# Jesteśmy najlepsi
Jesteśmy najlepsi – siedemnasty album zespołu Big Cyc, wydany w maju 2015 r. przez Lou Rocked Boys.
Nagrań dokonano wiosną 2015 w studiu MaQ Records Studio w Wojkowicach.  Kilka utworów było znanych z wcześniej opublikowanych teledysków, takich jak Zegarek Putina, Gówno na kole, Gender song czy Lato w Afganistanie.
W promującym płytę teledysku „Jesteśmy najlepsi” wystąpiło wielu znanych polskich sportowców, m.in.: Otylia Jędrzejczak, Iwona Guzowska, Artur Siódmiak, Dariusz Michalczewski, Marcin Lijewski, Adam Korol, Szymon Kołecki, Piotr Świerczewski. Piosenka promuje zdrowy styl życia i zachęca do uprawiania sportu młodzież unikającą lekcji WF, a także pochwala sportową rywalizacje fair play. 
Do płyty załączona był plakat z karykaturami muzyków oraz gra planszowa „Trasa z Big Cycem”.

## Lista utworów
1. Jesteśmy najlepsi!
2. Mam to gdzieś!
3. Ja chcę leżeć
4. Słuchawki
5. Nic mnie to nie obchodzi
6. Lato w Afganistanie
7. Moc i gaz
8. Nie, nie mogę spać
9. Gówno na kole
10. Gender Song
11. Uniwerek ja i Ty
12. Zegarek Putina
13. Słoiki
14. Tempelhoff
15. eNuda

## Teledyski
- Jesteśmy najlepsi! (Jesteśmy najlepsi)
- Lato w Afganistanie (Jesteśmy najlepsi)
- Gówno na kole (Jesteśmy najlepsi)
- Uniwerek ja i Ty (Jesteśmy najlepsi)
- Zegarek Putina (Jesteśmy najlepsi)

## Skład
- Jacek Jędrzejak – gitara basowa, śpiew
- Roman Lechowicz „Piękny Roman” – gitara, śpiew
- Jarosław Lis "Jerry" – perkusja, śpiew
- Krzysztof Skiba – śpiew
- Piotr Sztajdel „Gadak” – instrumenty klawiszowe
- Marek Szajda – gitara